# Jérôme Moïso
Jérôme Moïso (* 15. Juni 1978 in Paris) ist ein ehemaliger französischer Basketballspieler. Moïso spielte zu Beginn seiner professionellen Karriere für fünf verschiedene Klubs in der am höchsten dotierten Profiliga NBA, in der er jedoch nie über den Status eines Ergänzungsspielers hinauskam und keine tragende Rolle in seinen Mannschaften spielte. Nachdem er ab 2006 seine Karriere in europäischen Profiligen fortsetzte, spielte er unter anderem in Italien, Spanien und Russland. Mit Real Madrid gewann er 2007 eine spanische Meisterschaft und mit Joventut Badalona den ULEB Cup 2007/08. Nachdem Moïso später in der Chinese Basketball Association und der Ukraine gespielt hatte, versuchte er 2013 in der puerto-ricanischen Baloncesto Superior Nacional ein Comeback. Zu einem Einsatz in einem Meisterschaftsspiel kam es jedoch nicht mehr und Moïso beendete seine Karriere endgültig.

## Karriere
Moïso gewann 1996 bei der U18-Europameisterschaft mit der französischen Juniorenauswahl eine Silbermedaille, als man unter anderem die deutsche Nachwuchsauswahl um Dirk Nowitzki besiegen konnte und sich nur zweimal dem Titelgewinner Kroatien geschlagen geben musste. Anschließend durfte Moïso bereits ein Jahr später mit der Herren-Nationalmannschaft an der EM-Endrunde 1997 teilnehmen, wo er zu zwei Kurzeinsätzen kam. Frankreich blieb jedoch in der Zwischenrunde sieglos und belegte nach nur einem Vorrundensieg den zehnten Platz. Anschließend verließ Moïso die französische Nachwuchsakademie INSEP in seiner Heimatstadt und ging in die Vereinigten Staaten, wo er sich ein Jahr lang an der „Prep school“ Milford Academy in Milford (Connecticut) auf ein Studium und eine Basketballkarriere in der NCAA vorbereitete. 1998 wurde er zum Studium an der University of California, Los Angeles angenommen und spielte für die traditionsreiche Hochschulmannschaft Bruins in der Pacific-10 Conference (Pac-10) der NCAA. Mit den Bruins konnte Moïso in seinen zwei Spielzeiten in der NCAA keine Titel in der Pac-10 erringen. Das weiteste Vordringen der Bruins in der landesweiten NCAA-Endrunde in dieser Zeit war der Einzug in das Achtelfinale der Sweet Sixteen 2000, nachdem man zuvor die favorisierten Terrapins der University of Maryland überraschend deutlich dominiert hatte, um dann ebenfalls sehr deutlich gegen die Iowa State Cyclones auszuscheiden. Moïso beendete anschließend sein Studium und meldete sich vergleichsweise früh für einen NCAA-Spieler nach zwei Jahren zum „Entry Draft“ der NBA an, wo er bereits in der ersten Runde an elfter Position von den Boston Celtics ausgewählt wurde.
In seiner ersten Spielzeit als „Rookie“ in der NBA 2000/01 wurde Moïso dann jedoch nur in ungefähr jedem vierten Spiel für wenige Minuten eingesetzt und kam auf knapp sechs Minuten Einsatzzeit pro Spiel in 24 Einsätzen. Die Celtics gaben daraufhin Moïso nach nur einer Saison in einem Spielertausch wieder ab und er kam über die Philadelphia 76ers zu den Charlotte Hornets. In der NBA 2001/02 kam Moïso bei den Hornets in Charlotte jedoch nur zu wenigen Einsätzen. Nach dem Umzug der Franchise nach New Orleans wurde Moïso jedoch ein fester Bestandteil der Rotation der eingesetzten Spieler und kam auf über zehn Minuten Einsatzzeit in 51 Saisoneinsätzen der NBA 2002/03. Trotzdem kam es anschließend zu keiner Vertragsverlängerung und Moïso unterzeichnete als „Free Agent“ einen Vertrag beim Konkurrenten Toronto Raptors. Bei der EM-Endrunde 2003 war Moïso wieder bei der französischen Nationalmannschaft, die jedoch eine Medaille im „kleinen Finale“ um den dritten Platz gegen die italienische Auswahl verpasste, die man in der Vorrunde noch vorgeführt hatte. Anschließend verzichtete Moïso auf weitere Einsätze in der Nationalmannschaft, um sich auf seine Vereinskarriere zu konzentrieren. Bei der einzigen kanadischen NBA-Mannschaft sanken in der NBA 2003/04 jedoch nahezu alle individuellen Statistiken von Moïso und er kam nur zu 35 Einsätzen. Nach weiteren 20 Einsätzen in der NBA 2004/05 lösten die Raptors den Vertrag wieder auf, nachdem nach einem Spielertausch „Franchise Player“ Vince Carter zu den New Jersey Nets geschickt wurde und für Moïso kein Platz mehr im Kader der Raptors war. Moïso kam nun selbst bei den New Jersey Nets in aufeinanderfolgenden Kurzzeitverträgen zu weiteren acht Einsätzen. Nachdem die Nets die Kurzzeitverträge Ende Januar nicht mehr verlängerten, kam Moïso im Februar 2005 noch auf weitere vier Einsätze für die Cleveland Cavaliers, bevor seine Saison endgültig zu Ende war und damit, wie sich im Nachhinein herausstellte, auch seine Karriere in der bedeutendsten Basketballprofiliga. In 145 Einsätzen insgesamt in der NBA stand Moïso nur dreimal in der Startformation.
Nachdem Moïso keinen neuen Vertrag mehr in der NBA bekommen hatte, wurde er zu Beginn der Saison 2006/07 vom italienischen Erstligisten Virtus Lottomatica aus der Hauptstadt Rom verpflichtet. Dort hatte er jedoch nur wenige Einsätze und sein Vertrag wurde nach einer weiteren Verpflichtung kurz nach Saisonstart bereits wieder aufgelöst, so dass Moïso sich Ende Dezember dem Ligakonkurrenten in der Lega Basket Serie A, Vizemeister Fortitudo Climamio aus Bologna, anschloss. Die Mannschaft konnte jedoch an die Erfolge der Vorsaisons nicht anschließen, schied bereits in der Vorrunde der EuroLeague 2006/07 aus und verpasste auch die nationalen Meisterschaft-Play-offs deutlich. Zum Saisonende wechselte Moïso nach Spanien, wo er für die Play-offs Real Madrid verstärkte, die sich den Meistertitel in Spanien zurückholen konnten. Für die folgende Saison 2007/08 ging er innerhalb der Liga ACB zum Ligakonkurrenten DKV Joventut aus Badalona, die nach dem Titelgewinn im zweithöchsten europäischen Vereinswettbewerb ULEB Cup 2007/08 sowie im spanischen Pokalwettbewerb Copa del Rey jedoch als Hauptrundenzweiter in der nationalen Halbfinalserie im katalanischen Duell gegen den FC Barcelona ausschieden. Für die Saison 2008/09 unterschrieb Moïso einen Vertrag beim russischen Vizemeister BK Chimki, der jedoch nach kurzer Zeit wieder aufgelöst wurde, so dass Moïso bereits im Dezember 2008 wieder zu Joventut de Badalona zurückkehrte. Nachdem man unter anderem Rudy Fernández, der in die NBA wechselte, abgeben musste, konnte die Mannschaft jedoch an die Erfolge der Vorsaison nicht anknüpfen. In der Euroleague früh ausgeschieden, scheiterte man bereits in der ersten Play-off-Runde an Moïsos ehemaligem Verein Real Madrid. In der Saison 2009/10 stand er dann beim Eurocup-Halbfinalisten Bizkaia Bilbao unter Vertrag. Im Eurocup 2009/10 zog man erneut in das Final-Four-Turnier ein, unterlag dort jedoch im Halbfinale dem deutschen Vertreter ALBA Berlin. In der nationalen Meisterschaft verpasste man auf dem neunten Platz noch den erneuten Einzug in die Play-offs.
Für die Saison 2010/11 ging Moïso nach China, wo er für die Dragons aus Jiangsu in der Chinese Basketball Association spielte. Mit dieser Mannschaft erreichte er die Halbfinalserie der CBA, in der man dem Hauptrundenersten Xinjiang Flying Tigers unterlag. In der Saison 2011/12 hatte Moïso dann noch zehn Einsätze für BK Dnipro aus Dnipropetrowsk, bevor er die Mannschaft im März 2012 verließ. Ein Jahr später versuchte er sich in der Baloncesto Superior Nacional auf Puerto Rico an einem Comeback, doch er blieb nach anhaltenden Kniebeschwerden für die Piratas aus Quebradillas ohne Einsatz.